# Casa Săseanu din Bâscenii de Jos
Casa Săseanu din Bâscenii de Jos este un monument istoric aflat pe teritoriul satului Bâscenii de Jos, comuna Calvini.